# Valenzuela (Filipinas)
Valenzuela é um cidade de  primeira classe de renda da cidade (d) na região Grande Manila (NCR), nas Filipinas. De acordo com o censo de 1 de maio  de  2020 possui uma população de 714 978 pessoas e 193 025 domicílios.
A Via Expressa Norte Luzon atravessa a cidade para fora de Metro Manila para a província de Bulacan. Valenzuela tem uma área de 44,59 km² dividida em vários domínios: residencial, industrial e cultural. Faz fronteira com Meycauayan, Cidade Quezon ao norte e Caloocan para o leste; por Obando em Bulacan a oeste, por Malabon, no sudeste a Caloocan e o rio Tullahan para o sul.
Desde que se tornou cidade em 1998, Valenzuela economia tem florescido e sua população tem aumentado significativamente.

## Cidades Irmãs
- Bucheon, Coreia do Sul
- Santa Cruz, Filipinas